# Nestor Outer

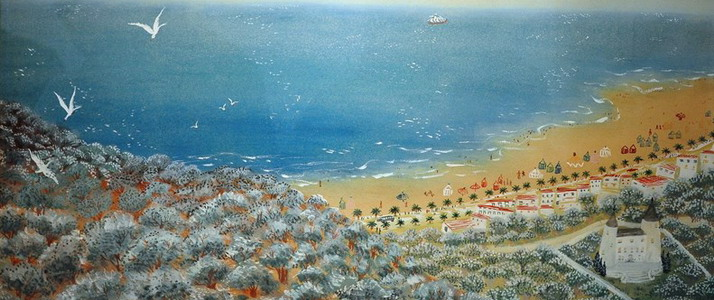
Een zeezicht, olieverf

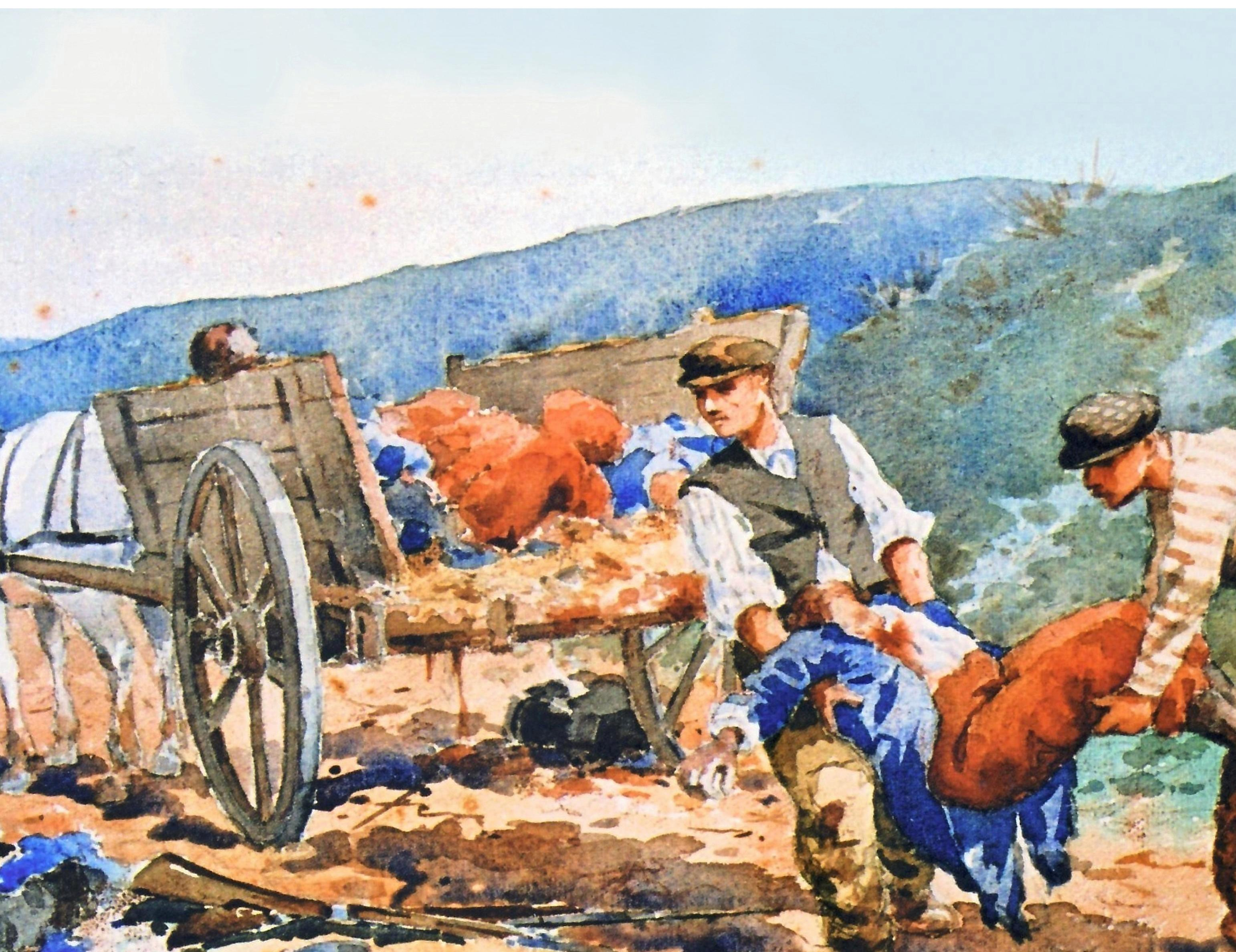
Après la bataille, aquarel

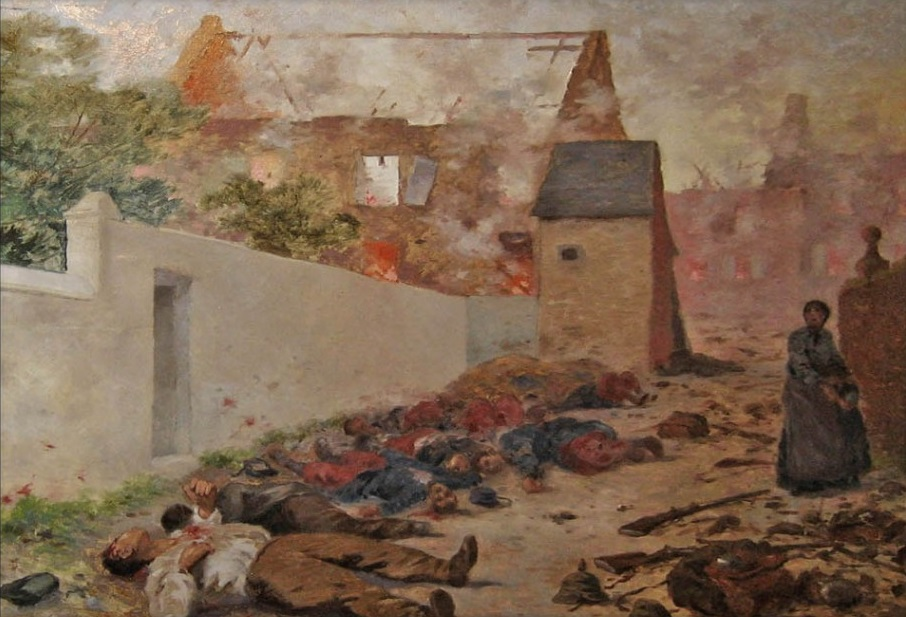
Slachtoffers van de oorlog

Charles Martel Nestor Outer (Virton, 2 april 1865 - 30 april 1930) was een Belgisch schrijver, journalist en kunstschilder, gespecialiseerd in aquarellen. Hij schilderde impressionistische landschappen, soms neigend naar pointillisme.

## Levensloop
Hij werd geboren in de middenklasse uit een Belgische vader en een Franse moeder. Tussen 1884 en 1887 volgde hij les aan de Brusselse academie voor Schone Kunsten en volgde privé-les bij Jean-François Portaels. Hij trok na zijn studie naar Parijs en naar Algerije. In 1890 begon hij als tekenleraar aan de gemeenteschool van Virton en ondernam tijdens de schoolvakanties verre reizen rond de Middellandse Zee. Zijn reisverslagen werden gepubliceerd en zijn schilderwerk werd geëxposeerd in Luik, Virton, Aarlen, Charleroi, Spa, Nancy, Longwy en het Groot-Hertogdom Luxemburg. Outer werkte vooral met waterverf.
Hij was een voorvechter van het dialect van de Gaume en schreef toneelstukken in dit dialect. In 1903 richtte hij de krant La Gaume op. De hevige oorlogshandelingen in zijn streek tijdens de Eerste Wereldoorlog maakten een diepe indruk op hem en leidden tot een oorlogsdagboek en een reeks schilderijen die de verschrikkingen van de oorlog weergeven. In 1919 herwerkte hij zijn oorlogsdagboek tot een boek, Les Larmes Gaumettes, met als co-auteur Léon Thiry. Vanaf 1920 ging zijn gezondheid sterk achteruit en moest hij stoppen met lesgeven. In 1921 huwde hij met Marie-Constantine Michel. Hij begon te werken met olieverf en maakte nieuw werk met deze techniek op basis van eerdere aquarellen.

## Nalatenschap
Onder zijn leerlingen in de school van Virton waren René de Moureau de Gerbehaye, Paul Burtombois, Lucien Fuss en Camille Barthélemy. In Virton is een plein naar hem genoemd en ook een atheneum. Werk van Outer is te bewonderen in het Musée Gaumais in Virton en in de collecties van musea in Aarlen, Hoei, Doornik en het Brusselse Prentenkabinet.